# (111594) Ráktanya
(111594) Ráktanya, désignation internationale (111594) Raktanya, est un astéroïde de la ceinture principale.

## Description
(111594) Raktanya est un astéroïde de la ceinture principale. Il fut découvert le 11 janvier 2002 à Piszkesteto par Krisztián Sárneczky et Zsuzsanna Heiner. Il présente une orbite caractérisée par un demi-grand axe de 2,37 UA, une excentricité de 0,14 et une inclinaison de 2,4° par rapport à l'écliptique.

## Compléments